# Svájc az 1968. évi nyári olimpiai játékokon
Svájc a mexikói Mexikóvárosban megrendezett 1968. évi nyári olimpiai játékok egyik részt vevő nemzete volt. Az országot az olimpián 12 sportágban 85 sportoló képviselte, akik összesen 5 érmet szereztek.

## Érmesek
| Érem  | Versenyző                                                           | Sportág       | Versenyszám                    |
| ----- | ------------------------------------------------------------------- | ------------- | ------------------------------ |
| Ezüst | Bernard Dunand Louis Noverraz Marcel Stern                          | Vitorlázás    | 5,5 méteres                    |
| Bronz | Peter Bolliger Gottlieb Fröhlich Jakob Grob Denis Oswald Hugo Waser | Evezés        | Férfi kormányos négyes         |
| Bronz | Xaver Kurmann                                                       | Kerékpározás  | Férfi egyéni üldözőverseny     |
| Bronz | Henri Chammartin Gustav Fischer Marianne Gossweiler                 | Lovaglás      | Csapat díjlovaglás             |
| Bronz | Kurt Müller                                                         | Sportlövészet | Szabadpuska, összetett (300 m) |

## Atlétika
Férfi
| Versenyző         | Versenyszám     | Előfutam | Előfutam | Előfutam | Negyeddöntő | Negyeddöntő | Negyeddöntő | Elődöntő | Elődöntő | Elődöntő | Döntő         | Döntő         |
| Versenyző         | Versenyszám     | Idő      | Hely.    | Össz.    | Idő         | Hely.       | Össz.       | Idő      | Hely.    | Össz.    | Idő           | Helyezés      |
| ----------------- | --------------- | -------- | -------- | -------- | ----------- | ----------- | ----------- | -------- | -------- | -------- | ------------- | ------------- |
| Hansruedi Wiedmer | 100 m           | 10,75    | 6.       | 55.      | kiesett     | kiesett     | kiesett     | kiesett  | kiesett  | kiesett  | kiesett       | kiesett       |
| Hansruedi Wiedmer | 200 m           | 21,06    | 3.       | 23.*     | 21,42       | 7.          | 27.         | kiesett  | kiesett  | kiesett  | kiesett       | kiesett       |
| Hansrüedi Knill   | 1500 m          | 3:52,87  | 2.       | 21.      |             |             |             | 3:53,65  | 9.       | 9.       | kiesett       | kiesett       |
| Werner Schneiter  | 5000 m          | 15:08,24 | 8.       | 25.      |             |             |             |          |          |          | kiesett       | kiesett       |
| Daniel Riedo      | 110 m gát       | 14,10    | 3.       | 18.      |             |             |             | 14,07    | 6.       | 12.      | kiesett       | kiesett       |
| Hans Menet        | 3000 m akadály  | 10:02,06 | 12.      | 36.      |             |             |             |          |          |          | kiesett       | kiesett       |
| Edgar Friedli     | Maraton         |          |          |          |             |             |             |          |          |          | nem ért célba | nem ért célba |
| Josef Gwerder     | Maraton         |          |          |          |             |             |             |          |          |          | 2:40:16       | 32.           |
| Helmut Kunisch    | Maraton         |          |          |          |             |             |             |          |          |          | 2:50:58       | 44.           |
| René Pfister      | 20 km gyaloglás |          |          |          |             |             |             |          |          |          | 1:43:36       | 23.           |
| Erwin Stütz       | 50 km gyaloglás |          |          |          |             |             |             |          |          |          | 4:53:33       | 20.           |

| Versenyző        | Versenyszám   | Selejtező | Selejtező | Döntő    | Döntő    |
| Versenyző        | Versenyszám   | Eredmény  | Helyezés  | Eredmény | Helyezés |
| ---------------- | ------------- | --------- | --------- | -------- | -------- |
| Michel Portmann  | Magasugrás    | 206 cm    | 28.       | kiesett  | kiesett  |
| Thomas Wieser    | Magasugrás    | 203 cm    | 31.       | kiesett  | kiesett  |
| Heinz Wyss       | Rúdugrás      | 450 cm    | 22.       | kiesett  | kiesett  |
| Edy Hubacher     | Súlylökés     | 18,54 m   | 15.       | kiesett  | kiesett  |
| Edy Hubacher     | Diszkoszvetés | 51,70 m   | 25.       | kiesett  | kiesett  |
| Ernst Ammann     | Kalapácsvetés | 62,40 m   | 19.       | kiesett  | kiesett  |
| Rolf Bühler      | Gerelyhajítás | 61,06 m   | 27.       | kiesett  | kiesett  |
| Urs von Wartburg | Gerelyhajítás | 80,66 m   | 9.        | 80,56 m  | 8.       |

| Versenyző         | Versenyszám | 100 m | 100 m | Távolugrás | Távolugrás | Súlylökés        | Súlylökés        | Magasugrás    | Magasugrás    | 400 m         | 400 m         | 110 m gát     | 110 m gát     | Diszkoszvetés | Diszkoszvetés | Rúdugrás         | Rúdugrás         | Gerelyhajítás | Gerelyhajítás | 1500 m        | 1500 m        | Végeredmény   | Végeredmény   |
| Versenyző         | Versenyszám | Idő   | Pont  | Eredmény   | Pont       | Eredmény         | Pont             | Eredmény      | Pont          | Idő           | Pont          | Idő           | Pont          | Eredmény      | Pont          | Eredmény         | Pont             | Eredmény      | Pont          | Idő           | Pont          | Pont          | Helyezés      |
| ----------------- | ----------- | ----- | ----- | ---------- | ---------- | ---------------- | ---------------- | ------------- | ------------- | ------------- | ------------- | ------------- | ------------- | ------------- | ------------- | ---------------- | ---------------- | ------------- | ------------- | ------------- | ------------- | ------------- | ------------- |
| Werner Duttweiler | Tízpróba    | 11,27 | 801   | 531 cm     | 443        | nem állt rajthoz | nem állt rajthoz | nem ért célba | nem ért célba | nem ért célba | nem ért célba | nem ért célba | nem ért célba | nem ért célba | nem ért célba | nem ért célba    | nem ért célba    | nem ért célba | nem ért célba | nem ért célba | nem ért célba | nem ért célba | nem ért célba |
| Hansruedi Kunz    | Tízpróba    | 11,04 | 852   | 654 cm     | 707        | 13,67 m          | 708              | 165 cm        | 504           | 49,17         | 853           | 15,76         | 760           | 40,18 m       | 668           | nem állt rajthoz | nem állt rajthoz | nem ért célba | nem ért célba | nem ért célba | nem ért célba | nem ért célba | nem ért célba |
| Urs Trautmann     | Tízpróba    | 11,26 | 804   | 696 cm     | 804        | 15,16 m          | 800              | 195 cm        | 758           | 1:03,48       | 302           | 14,99         | 851           | 46,20 m       | 792           | 410 cm           | 645              | 56,32 m       | 683           | 5:13,62       | 337           | 6923          | 18.           |

Női
| Versenyző    | Versenyszám | Előfutam | Előfutam | Előfutam | Elődöntő | Elődöntő | Elődöntő | Döntő   | Döntő    |
| Versenyző    | Versenyszám | Idő      | Hely.    | Össz.    | Idő      | Hely.    | Össz.    | Idő     | Helyezés |
| ------------ | ----------- | -------- | -------- | -------- | -------- | -------- | -------- | ------- | -------- |
| Meta Antenen | 80 m gát    | 10,95    | 5.       | 17.      | kiesett  | kiesett  | kiesett  | kiesett | kiesett  |

| Versenyző        | Versenyszám | Selejtező                | Selejtező                | Döntő    | Döntő    |
| Versenyző        | Versenyszám | Eredmény                 | Helyezés                 | Eredmény | Helyezés |
| ---------------- | ----------- | ------------------------ | ------------------------ | -------- | -------- |
| Sieglinde Ammann | Távolugrás  | érvényes kísérlet nélkül | érvényes kísérlet nélkül | kiesett  | kiesett  |

| Versenyző        | Versenyszám | 80 m gát | 80 m gát | Súlylökés | Súlylökés | Magasugrás | Magasugrás | Távolugrás | Távolugrás | 200 m | 200 m | Végeredmény | Végeredmény |
| Versenyző        | Versenyszám | Idő      | Pont     | Eredmény  | Pont      | Eredmény   | Pont       | Eredmény   | Pont       | Idő   | Pont  | Pont        | Helyezés    |
| ---------------- | ----------- | -------- | -------- | --------- | --------- | ---------- | ---------- | ---------- | ---------- | ----- | ----- | ----------- | ----------- |
| Sieglinde Ammann | Ötpróba     | 11,78    | 933      | 10,35 m   | 739       | 153 cm     | 869        | 607 cm     | 1004       | 25,75 | 869   | 4414        | 23.         |
| Meta Antenen     | Ötpróba     | 10,78    | 1096     | 11,06 m   | 790       | 162 cm     | 965        | 630 cm     | 1056       | 24,96 | 941   | 4848        | 8.          |

* - egy másik versenyzővel azonos időt ért el

## Birkózás
Kötöttfogású
| Versenyző              | Versenyszám | 1. forduló                     | 2. forduló                        | 3. forduló                  | 4. forduló        | 5. forduló        | 6. forduló        | Döntő             | Helyezés    |
| Versenyző              | Versenyszám | Ellenfél Eredmény              | Ellenfél Eredmény                 | Ellenfél Eredmény           | Ellenfél Eredmény | Ellenfél Eredmény | Ellenfél Eredmény | Ellenfél Eredmény | Helyezés    |
| ---------------------- | ----------- | ------------------------------ | --------------------------------- | --------------------------- | ----------------- | ----------------- | ----------------- | ----------------- | ----------- |
| Jimmy Martinetti       | 78 kg       | Jan Kårström (SWE) · kétvállas | Harald Barlie (NOR) · 3-1         | kiesett                     | kiesett           |                   |                   | kiesett           | helyezetlen |
| Jean-Marie Chardonnens | 87 kg       | Jiří Kormaník (TCH) · 3-1      | Branislav Simić (YUG) · kétvállas | kiesett                     | kiesett           | kiesett           | kiesett           | kiesett           | helyezetlen |
| Peter Jutzeler         | 97 kg       | Gürbüz Lü (TUR) · kétvállas    | Henk Schenk (USA) · 2.5-2.5       | Bojan Radev (BUL) · 3.5-0.5 | kiesett           | kiesett           | kiesett           | kiesett           | 6.          |

Szabadfogású
| Versenyző              | Versenyszám | 1. forduló                 | 2. forduló                         | 3. forduló                            | 4. forduló        | 5. forduló        | 6. forduló        | 7. forduló        | Döntő             | Helyezés    |
| Versenyző              | Versenyszám | Ellenfél Eredmény          | Ellenfél Eredmény                  | Ellenfél Eredmény                     | Ellenfél Eredmény | Ellenfél Eredmény | Ellenfél Eredmény | Ellenfél Eredmény | Ellenfél Eredmény | Helyezés    |
| ---------------------- | ----------- | -------------------------- | ---------------------------------- | ------------------------------------- | ----------------- | ----------------- | ----------------- | ----------------- | ----------------- | ----------- |
| Jimmy Martinetti       | 78 kg       | Daniel Robin (FRA) · 3-1   | Steven Combs (USA) · 3-1           | kiesett                               | kiesett           | kiesett           |                   |                   | kiesett           | helyezetlen |
| Jean-Marie Chardonnens | 87 kg       | Raúl García (MEX) · 2-2    | Lupe Lara (CUB) · 3-1              | Dzsigdzsidijn Mönhbat (MGL) · 3.5-0.5 | kiesett           | kiesett           | kiesett           |                   | kiesett           | helyezetlen |
| Peter Jutzeler         | 97 kg       | Csatári József (HUN) · 3-1 | Moslem Eskandar-Filabi (IRI) · 1-3 | Khorloogiin Bayanmönkh (MGL) · 3-1    | kiesett           | kiesett           | kiesett           | kiesett           | kiesett           | helyezetlen |

## Evezés
| Versenyző                                                                       | Versenyszám              | Előfutam | Előfutam | Vigaszág         | Vigaszág         | Elődöntő | Elődöntő | Döntő   | Döntő   | Döntő   | Helyezés    |
| Versenyző                                                                       | Versenyszám              | Idő      | Hely.    | Idő              | Hely.            | Idő      | Hely.    | Típus   | Idő     | Hely.   | Helyezés    |
| ------------------------------------------------------------------------------- | ------------------------ | -------- | -------- | ---------------- | ---------------- | -------- | -------- | ------- | ------- | ------- | ----------- |
| Hans Ruckstuhl                                                                  | Egypárevezős             | 8:08,90  | 5.       | nem állt rajthoz | nem állt rajthoz | kiesett  | kiesett  | kiesett | kiesett | kiesett | helyezetlen |
| Melchior Bürgin Hans Ruckstuhl Martin Studach*                                  | Kétpárevezős             | 6:59,52  | 4.       | 7:07,09          | 1.               | 7:14,74  | 4.       | B       | 7:12,72 | 5.      | 11.         |
| Fred Rüssli Werner Zwimpfer                                                     | Kormányos nélküli kettes | 7:36,91  | 4.       | 7:26,33          | 1.               | 7:16,09  | 3.       | A       | 7:46,79 | 5.      | 5.          |
| Urs Fankhauser Urs Bitterli Beat Wirz (kormányos)                               | Kormányos kettes         | 8:29,98  | 6.       | 8:01,57          | 2.               | 8:55,81  | 6.       | B       | 7:57,21 | 1.      | 7.          |
| Roland Altenburger Nicolas Gobet Franz Rentsch Alfred Meister                   | Kormányos nélküli négyes | 7:14,74  | 5.       | 6:40,75          | 2.               |          |          | A       | 6:45,78 | 4.      | 4.          |
| Denis Oswald Hugo Waser Peter Bolliger Jakob Grob Gottlieb Fröhlich (kormányos) | Kormányos négyes         | 7:10,39  | 2.       | erőnyerő         | erőnyerő         | 6:48,54  | 3.       | A       | 6:49,04 | 3.      |             |

* - Hans Ruckstuhl cseréje az előfutamban

## Kerékpározás

### Országúti kerékpározás
| Versenyző       | Versenyszám   | Idő           | Helyezés      |
| --------------- | ------------- | ------------- | ------------- |
| Bruno Hubschmid | Mezőnyverseny | nem ért célba | nem ért célba |

### Pálya-kerékpározás
Üldözőversenyek
| Versenyző                                                     | Versenyszám  | Selejtező | Selejtező | Nyolcaddöntő                                                                          | Nyolcaddöntő | Nyolcaddöntő | Negyeddöntő                 | Negyeddöntő | Negyeddöntő | Elődöntő                           | Elődöntő  | Elődöntő | Döntő                                       | Döntő     | Helyezés    |
| Versenyző                                                     | Versenyszám  | Idő       | Hely.     | Ellenfél Idő                                                                          | Saját idő    | Hely.        | Ellenfél Idő                | Saját idő   | Hely.       | Ellenfél Idő                       | Saját idő | Hely.    | Ellenfél Idő                                | Saját idő | Helyezés    |
| ------------------------------------------------------------- | ------------ | --------- | --------- | ------------------------------------------------------------------------------------- | ------------ | ------------ | --------------------------- | ----------- | ----------- | ---------------------------------- | --------- | -------- | ------------------------------------------- | --------- | ----------- |
| Xaver Kurmann                                                 | Férfi egyéni | 4:40,41   | 1.        |                                                                                       |              |              | Paul Crapez (BEL) · 4:49,99 | 4:45,94     | 4.          | Mogens Frey Jensen (DEN) · 4:42,05 | 4:44,26   | 3.       | Bronzmérkőzés · John Bylsma (AUS) · 4:41,60 | 4:39,42   |             |
| Bruno Hubschmid Xaver Kurmann Walter Richard Jürgen Schneider | Férfi csapat |           |           | NSZK (FRG) · Udo Hempel · Karl Heinz Henrichs · Karl Link · Rainer Podlesch · 4:19,90 | 4:28,71      | 2.           | kiesett                     | kiesett     | kiesett     | kiesett                            | kiesett   | kiesett  | kiesett                                     | kiesett   | helyezetlen |

## Lovaglás
Díjlovaglás
| Versenyző                                           | Ló                        | Versenyszám | Selejtező | Selejtező | Döntő   | Döntő   | Végeredmény | Végeredmény |
| Versenyző                                           | Ló                        | Versenyszám | Pont      | Hely.     | Pont    | Hely.   | Pont        | Helyezés    |
| --------------------------------------------------- | ------------------------- | ----------- | --------- | --------- | ------- | ------- | ----------- | ----------- |
| Henri Chammartin                                    | Wolfdietrich              | Egyéni      | 845       | 9.        | kiesett | kiesett | 845         | 9.          |
| Gustav Fischer                                      | Wald                      | Egyéni      | 866       | 7.        | 599     | 6.      | 1465        | 7.          |
| Marianne Gossweiler                                 | Stephan                   | Egyéni      | 836       | 10.       | kiesett | kiesett | 836         | 10.         |
| Henri Chammartin Gustav Fischer Marianne Gossweiler | Wolfdietrich Wald Stephan | Csapat      |           |           |         |         | 2,547       |             |

Díjugratás
| Versenyző                                              | Ló                        | Versenyszám | 1. forduló | 1. forduló | 2. forduló | 2. forduló | Összesen | Összesen |
| Versenyző                                              | Ló                        | Versenyszám | Pont       | Hely.      | Pont       | Hely.      | Pont     | Helyezés |
| ------------------------------------------------------ | ------------------------- | ----------- | ---------- | ---------- | ---------- | ---------- | -------- | -------- |
| Monica Bachmann-Weier                                  | Erbach                    | Egyéni      | 8,00       | 9.         | 8,00       | 4.         | 16,00    | 7.**     |
| Arthur Blickenstorfer                                  | Marianka                  | Egyéni      | 8,00       | 9.         | 12,00      | 11.        | 20,00    | 13.*     |
| Paul Weier                                             | Wildfeuer                 | Egyéni      | 12,00      | 21.        | kiesett    | kiesett    | 12,00    | 21.      |
| Monica Bachmann-Weier Arthur Blickenstorfer Paul Weier | Erbach Marianka Satan III | Csapat      | 68,25      | 7.         | 68,50      | 7.         | 136,75   | 6.       |

* - két másik versenyzővel azonos eredményt ért el

** - három másik versenyzővel azonos eredményt ért el

## Ökölvívás
| Versenyző    | Versenyszám | Selejtező         | 32-es főtábla                | Nyolcaddöntő              | Negyeddöntő       | Elődöntő          | Döntő             | Helyezés |
| Versenyző    | Versenyszám | Ellenfél Eredmény | Ellenfél Eredmény            | Ellenfél Eredmény         | Ellenfél Eredmény | Ellenfél Eredmény | Ellenfél Eredmény | Helyezés |
| ------------ | ----------- | ----------------- | ---------------------------- | ------------------------- | ----------------- | ----------------- | ----------------- | -------- |
| Max Hebeisen | Váltósúly   | erőnyerő          | Mohamed Bouchara (MAR) · 4-1 | Armando Muniz (USA) · 1-4 | kiesett           | kiesett           | kiesett           | 9.       |

## Öttusa
| Versenyző   | Versenyszám | Lovaglás | Lovaglás | Lovaglás | Vívás    | Vívás | Vívás | Lövészet | Lövészet | Lövészet | Úszás  | Úszás | Úszás | Futás   | Futás | Futás | Összesen    | Összesen |
| Versenyző   | Versenyszám | Idő      | Pont     | Hely.    | Eredmény | Pont  | Hely. | Pontszám | Pont     | Hely.    | Idő    | Pont  | Hely. | Idő     | Pont  | Hely. | Összes pont | Helyezés |
| ----------- | ----------- | -------- | -------- | -------- | -------- | ----- | ----- | -------- | -------- | -------- | ------ | ----- | ----- | ------- | ----- | ----- | ----------- | -------- |
| Alex Tschui | Egyéni      | 3:40     | 1100     | 4.       | 23–24    | 770   | 27.   | 195      | 1022     | 2.       | 4:47,6 | 679   | 46.   | 15:33,6 | 766   | 30.   | 4337        | 26.      |

## Sportlövészet
Nyílt
| Versenyző          | Versenyszám                    | Pont | Helyezés |
| ------------------ | ------------------------------ | ---- | -------- |
| Kurt Klingler      | Gyorstüzelő pisztoly           | 575  | 40.      |
| Josef Ziltener     | Gyorstüzelő pisztoly           | 572  | 42.      |
| Albert Späni       | Szabadpisztoly                 | 546  | 23.      |
| Ernst Stoll        | Szabadpisztoly                 | 539  | 12.      |
| Hansrüdi Schafroth | Sportpuska, fekvő              | 593  | 23.      |
| Hans Sinniger      | Sportpuska, fekvő              | 586  | 58.      |
| Peter Ruch         | Sportpuska, összetett          | 1135 | 30.      |
| Kurt Müller        | Sportpuska, összetett          | 1151 | 8.       |
| Kurt Müller        | Szabadpuska, összetett (300 m) | 1148 |          |
| Erwin Vogt         | Szabadpuska, összetett (300 m) | 1140 | 5.       |
| Paul Vittet        | Skeet                          | 186  | 32.      |

## Torna
Férfi
| Versenyző                                                                              | Versenyszám      | Selejtező | Selejtező | Döntő    | Döntő    |
| Versenyző                                                                              | Versenyszám      | Pontszám  | Helyezés  | Pontszám | Helyezés |
| -------------------------------------------------------------------------------------- | ---------------- | --------- | --------- | -------- | -------- |
| Meinrad Berchtold                                                                      | Talaj            | 17,90     | 57.       | kiesett  | kiesett  |
| Meinrad Berchtold                                                                      | Ugrás            | 18,55     | 18.       | kiesett  | kiesett  |
| Meinrad Berchtold                                                                      | Korlát           | 18,90     | 23.       | kiesett  | kiesett  |
| Meinrad Berchtold                                                                      | Nyújtó           | 18,75     | 29.       | kiesett  | kiesett  |
| Meinrad Berchtold                                                                      | Gyűrű            | 18,15     | 38.       | kiesett  | kiesett  |
| Meinrad Berchtold                                                                      | Lólengés         | 18,25     | 36.       | kiesett  | kiesett  |
| Meinrad Berchtold                                                                      | Egyéni összetett |           |           | 110,50   | 25.      |
| Hans Ettlin                                                                            | Talaj            | 17,65     | 71.       | kiesett  | kiesett  |
| Hans Ettlin                                                                            | Ugrás            | 18,35     | 37.       | kiesett  | kiesett  |
| Hans Ettlin                                                                            | Korlát           | 19,05     | 15.       | kiesett  | kiesett  |
| Hans Ettlin                                                                            | Nyújtó           | 18,85     | 23.       | kiesett  | kiesett  |
| Hans Ettlin                                                                            | Gyűrű            | 18,55     | 20.       | kiesett  | kiesett  |
| Hans Ettlin                                                                            | Lólengés         | 17,45     | 65.       | kiesett  | kiesett  |
| Hans Ettlin                                                                            | Egyéni összetett |           |           | 109,90   | 29.      |
| Edwin Greutmann                                                                        | Talaj            | 17,70     | 69.       | kiesett  | kiesett  |
| Edwin Greutmann                                                                        | Ugrás            | 17,70     | 87.       | kiesett  | kiesett  |
| Edwin Greutmann                                                                        | Korlát           | 18,35     | 57.       | kiesett  | kiesett  |
| Edwin Greutmann                                                                        | Nyújtó           | 18,15     | 65.       | kiesett  | kiesett  |
| Edwin Greutmann                                                                        | Gyűrű            | 17,60     | 67.       | kiesett  | kiesett  |
| Edwin Greutmann                                                                        | Lólengés         | 17,20     | 76.       | kiesett  | kiesett  |
| Edwin Greutmann                                                                        | Egyéni összetett |           |           | 106,70   | 70.      |
| Roland Hürzeler                                                                        | Talaj            | 17,70     | 69.       | kiesett  | kiesett  |
| Roland Hürzeler                                                                        | Ugrás            | 17,90     | 75.       | kiesett  | kiesett  |
| Roland Hürzeler                                                                        | Korlát           | 19,10     | 12.       | kiesett  | kiesett  |
| Roland Hürzeler                                                                        | Nyújtó           | 17,85     | 74.       | kiesett  | kiesett  |
| Roland Hürzeler                                                                        | Gyűrű            | 17,55     | 68.       | kiesett  | kiesett  |
| Roland Hürzeler                                                                        | Lólengés         | 18,35     | 29.       | kiesett  | kiesett  |
| Roland Hürzeler                                                                        | Egyéni összetett |           |           | 108,45   | 49.      |
| Paul Müller                                                                            | Talaj            | 17,45     | 79.       | kiesett  | kiesett  |
| Paul Müller                                                                            | Ugrás            | 17,55     | 96.       | kiesett  | kiesett  |
| Paul Müller                                                                            | Korlát           | 18,55     | 45.       | kiesett  | kiesett  |
| Paul Müller                                                                            | Nyújtó           | 17,80     | 75.       | kiesett  | kiesett  |
| Paul Müller                                                                            | Gyűrű            | 17,85     | 54.       | kiesett  | kiesett  |
| Paul Müller                                                                            | Lólengés         | 18,60     | 22.       | kiesett  | kiesett  |
| Paul Müller                                                                            | Egyéni összetett |           |           | 107,80   | 59.      |
| Peter Rohner                                                                           | Talaj            | 18,20     | 37.       | kiesett  | kiesett  |
| Peter Rohner                                                                           | Ugrás            | 18,05     | 63.       | kiesett  | kiesett  |
| Peter Rohner                                                                           | Korlát           | 18,70     | 35.       | kiesett  | kiesett  |
| Peter Rohner                                                                           | Nyújtó           | 18,60     | 38.       | kiesett  | kiesett  |
| Peter Rohner                                                                           | Gyűrű            | 17,85     | 54.       | kiesett  | kiesett  |
| Peter Rohner                                                                           | Lólengés         | 18,40     | 26.       | kiesett  | kiesett  |
| Peter Rohner                                                                           | Egyéni összetett |           |           | 109,80   | 31.*     |
| Meinrad Berchtold Hans Ettlin Edwin Greutmann Roland Hürzeler Paul Müller Peter Rohner | Csapat összetett |           |           | 548,20   | 9.       |

## Úszás
Férfi
| Versenyző                                                   | Versenyszám            | Előfutam | Előfutam | Előfutam | Elődöntő | Elődöntő | Elődöntő | Döntő   | Döntő    |
| Versenyző                                                   | Versenyszám            | Idő      | Hely.    | Össz.    | Idő      | Hely.    | Össz.    | Idő     | Helyezés |
| ----------------------------------------------------------- | ---------------------- | -------- | -------- | -------- | -------- | -------- | -------- | ------- | -------- |
| Pano Capéronis                                              | 100 m gyors            | 56,2     | 4.       | 27.**    | kiesett  | kiesett  | kiesett  | kiesett | kiesett  |
| Pano Capéronis                                              | 200 m gyors            | 2:04,9   | 3.       | 25.*     |          |          |          | kiesett | kiesett  |
| Pano Capéronis                                              | 400 m gyors            | 4:31,4   | 3.       | 20.      |          |          |          | kiesett | kiesett  |
| Gerald Evard                                                | 100 m hát              | 1:05,8   | 5.       | 28.      | kiesett  | kiesett  | kiesett  | kiesett | kiesett  |
| Gerald Evard                                                | 200 m hát              | 2:24,7   | 5.       | 24.      |          |          |          | kiesett | kiesett  |
| Nicolas Gilliard                                            | 100 m mell             | 1:12,8   | 6.       | 31.      | kiesett  | kiesett  | kiesett  | kiesett | kiesett  |
| Nicolas Gilliard                                            | 200 m mell             | 2:44,0   | 6.       | 30.      |          |          |          | kiesett | kiesett  |
| Ayis Capéronis                                              | 100 m pillangó         | 1:00,9   | 5.       | 27.*     | kiesett  | kiesett  | kiesett  | kiesett | kiesett  |
| Gerald Evard Nicolas Gilliard Ayis Capéronis Pano Capéronis | 4 × 100 m vegyes váltó | 4:20,6   | 6.       | 17.      |          |          |          | kiesett | kiesett  |

* - egy másik versenyzővel azonos időt ért el

** - két másik versenyzővel azonos időt ért el

## Vitorlázás
Nyílt
| Versenyző                                  | Versenyszám | Futam | Futam | Futam  | Futam | Futam  | Futam | Futam  | Pontszám | Helyezés |
| Versenyző                                  | Versenyszám | 1     | 2     | 3      | 4     | 5      | 6     | 7      | Pontszám | Helyezés |
| ------------------------------------------ | ----------- | ----- | ----- | ------ | ----- | ------ | ----- | ------ | -------- | -------- |
| Alex Bally                                 | Finn dingi  | 23,0  | 21,0  | (30,0) | 17,0  | 24,0   | 11,7  | 28,0   | 124,7    | 16.      |
| Rolf Amrein Edwin Bernet                   | Csillaghajó | 16,0  | 8,0   | 0,0    | 16,0  | (19,0) | 17,0  | 18,0   | 75,0     | 8.       |
| Bernard Dunand Louis Noverraz Marcel Stern | 5,5 méteres | 0,0   | 10,0  | 3,0    | 3,0   | 8,0    | 8,0   | (20,0) | 32,0     |          |

## Vívás
Férfi
| Versenyző                                                                         | Versenyszám       | Csoportkör | Csoportkör | Csoportkör | Csoportkör | Nyolcaddöntő                 | Negyeddöntő       | Elődöntő          | Vigaszág a döntőért          | Vigaszág a döntőért      | Vigaszág a döntőért        | Vigaszág a döntőért              | Vigaszág a döntőért            | Döntő             | Helyezés    |
| Versenyző                                                                         | Versenyszám       | 1. kör | 1. kör     | 2. kör | 2. kör     | Nyolcaddöntő                 | Negyeddöntő       | Elődöntő          | 1. kör                       | 2. kör                   | 3. kör                     | 4. kör                           | 5. kör                         | Döntő             | Helyezés    |
| Versenyző                                                                         | Versenyszám       | Ellenfél Eredmény | Hely.      | Ellenfél Eredmény | Hely.      | Ellenfél Eredmény            | Ellenfél Eredmény | Ellenfél Eredmény | Ellenfél Eredmény            | Ellenfél Eredmény        | Ellenfél Eredmény          | Ellenfél Eredmény                | Ellenfél Eredmény              | Ellenfél Eredmény | Helyezés    |
| --------------------------------------------------------------------------------- | ----------------- | --- | ---------- | --- | ---------- | ---------------------------- | ----------------- | ----------------- | ---------------------------- | ------------------------ | -------------------------- | -------------------------------- | ------------------------------ | ----------------- | ----------- |
| Alexandre Bretholz                                                                | Párbajtőr, egyéni | E. csoport · Michel Constandt (BEL) · V · Rudolf Trost (AUT) · V · Bohdan Andrzejewski (POL) · GY · Khalil Kallas (LIB) · V · Graeme Jennings (AUS) · GY | 4.         | E. csoport · Orvar Lindwall (SWE) · GY · Michel Constandt (BEL) · V · Dieter Jung (FRG) · V · Gianfranco Paolucci (ITA) · GY · Colm O'Brien (IRL) · GY     | 4.         | Nemere Zoltán (HUN) · V      | Vigaszág          | Vigaszág          | Orvar Lindwall (SWE) · V     | kiesett                  | kiesett                    | kiesett                          | kiesett                        | kiesett           | 25.         |
| Peter Lötscher                                                                    | Párbajtőr, egyéni | F. csoport · Ralph Johnson (GBR) · GY · Bohdan Gonsior (POL) · V · Florent Bessemans (BEL) · GY · William Ronald (AUS) · GY · Guillermo Obeid (ARG) · V  | 3.         | C. csoport · Bohdan Gonsior (POL) · V · Klaus Dumke (GDR) · GY · Nicholas Halsted (GBR) · GY · Jan von Koss (NOR) · GY · Roland Losert (AUT) · V           | 2.         | Ralph Johnson (GBR) · V      | Vigaszág          | Vigaszág          | Florent Bessemans (BEL) · GY | Ralph Johnson (GBR) · GY | Stephen Netburn (USA) · GY | Jacques Ladègaillerie (FRA) · GY | Jean-Pierre Allemand (FRA) · V | kiesett           | 7.          |
| Michel Steininger                                                                 | Párbajtőr, egyéni | K. csoport · Fritz Zimmermann (FRG) · V · Jan von Koss (NOR) · GY · Claudio Francesconi (ITA) · V · Gerry Wiedel (CAN) · GY                              | 3.         | B. csoport · Hans-Peter Schulze (GDR) · V · Henryk Nielaba (POL) · V · Franz Rompza (FRG) · GY · Lars-Erik Larsson (SWE) · GY · Silvio Fernández (VEN) · V | 4.         | Hans-Peter Schulze (GDR) · V | Vigaszág          | Vigaszág          | Fritz Zimmermann (FRG) · V   | kiesett                  | kiesett                    | kiesett                          | kiesett                        | kiesett           | 25.         |
| Alexandre Bretholz Denys Chamay Christian Kauter Peter Lötscher Michel Steininger | Párbajtőr, csapat | 4. csoport · Svédország (SWE) · 4-11 · NSZK (FRG) · 5-11                                                                                                 | 3.         | |            |                              |                   | kiesett           |                              |                          |                            |                                  |                                | kiesett           | helyezetlen |